# Cernay-la-Ville
Cernay-la-Ville – miejscowość i gmina we Francji, w regionie Île-de-France, w departamencie Yvelines.
Według danych na rok 1990 gminę zamieszkiwało 1757 osób, a gęstość zaludnienia wynosiła 180 osób/km² (wśród 1287 gmin regionu Île-de-France Cernay-la-Ville plasuje się na 511. miejscu pod względem liczby ludności, natomiast pod względem powierzchni na miejscu 393.).